# Скит святых мучеников Флора и Лавра
Скит святых мучеников Флора и Лавра (подворье «Солнечная поляна») стал создаваться с мая 1997 года в 4 км от Дивеевского монастыря рядом с дореволюционным монастырским хутором на реке Ломовке, где ранее располагались свечной корпус и прачечная.
1 февраля 2005 года архиепископом Георгием совершён чин Великого освящения главного престола деревянной церкви.  Престол был освящён в честь святых мучеников Флора и Лавра — в память о Киевском Флоровском монастыре, где провела первые годы монашества первоначальница Дивеевской обители преподобная Александра.
В 2004 году рядом со скитом по благословению к тому времени покойного митрополита Николая было заложено монастырское кладбище.
В 2006 году на монастырском кладбище началось строительство однопрестольной деревянной церкви. Проект был разработан в стиле русского зодчества конца XIX века архитектором Барабановым Андреем Борисовичем. 23 июня 2007 года архиепископом Георгием церковь была освящена в честь иконы Божией Матери «Споручница грешных». К этому времени на кладбище было 14 могил. Первой на монастырском кладбище была похоронена монахиня Иоанникия (Рогозина, день кончины 5.01.2005).
10 сентября 2015 года митрополит Георгий и митрополит Ловчанский Гавриил посетили скит. На кладбище возле храма митрополит Георгий совершил литию по своим почившим родственникам.